# Гайльбад-Гайлігенштадт
Гайльбад-Гайлігенштадт (нім. Heilbad Heiligenstadt) — місто в Німеччині, розташоване в землі Тюрингія. Адміністративний центр району Айхсфельд.
Площа — 61,57 км2. Населення становить 17 233 ос. (станом на 31 грудня 2021).

## Географії

### Адміністративний поділ
Місто  складається з 4 районів:
- Кальтенебер
- Ренгельроде
- Гюнтероде
- Флінсберг — географічний центр Німеччини.